# 愚物語
『愚物語』（オロカモノガタリ）は、西尾維新による青春怪異小説。〈物語〉シリーズの通巻19巻目として講談社BOXレーベルにて2015年10月に刊行された。イラストはVOFANが手掛けている。

## 概要
現代の怪異を描き、『終物語』にて完結した〈物語〉シリーズのその後を描く〈物語〉シリーズ・オフシーズンの第1弾。それまでのシリーズ全作品で登場していた主人公・阿良々木暦（あららぎこよみ）は本作では一切登場しない。
収録されているエピソードは老倉育（おいくらそだち）のその後「そだちフィアスコ」、神原駿河（かんばるするが）のその後「するがボーンヘッド」、阿良々木月火（あららぎつきひ）のその後「つきひアンドゥ」の3話。
作者の西尾のあとがきによると「3人の愚かな少女が主人公の物語集」とのこと。
パッケージイラストは魔法少女を演じる斧乃木余接（おののきよつぎ）が描かれている。
オリコン調べによる推定売上部数は2015年10月5日から10月11日の1週間で80110部で、この週のBOOK総合ランキングで1位になった。

## あらすじ

### そだちフィアスコ
高校三年生の11月。私立直江津（なおえつ）高校から公立宍倉崎（ししくらざき）高校に転校した老倉育（おいくらそだち）は心機一転、友達を作ろうとするのだが自己紹介で失敗する。

### するがボーンヘッド
駿河が高校三年生になり、沼地蠟花（ぬまちろうか）との対決を終えたある日のこと。駿河は先輩の暦と喧嘩をしたため、一人で汚部屋の片づけをしていた。駿河は清掃中にゴミの中から干からびた左手の木乃伊を発見する。かつて、駿河に憑依した「レイニー・デヴィル」の残骸は沼地蝋花に奪われ、忍野忍（おしのしのぶ）によって処理されたはずであった。いつの間に現れたのか忍野扇（おしのおうぎ）に不意に声をかけられ、びっくりした駿河はその左手の木乃伊を放り投げてしまう。飛んで行った左手はふすまに突き刺さっていたのだが、その手には謎の手紙が握られていた。駿河と扇はふすまの中から現れたその一通の手紙の謎を解く。

### つきひアンドゥ
阿良々木月火の正体は不死鳥の怪異「しでの鳥」である。斧乃木余接（おののきよつぎ）は怪異の専門家である影縫余弦（かげぬいよづる）の命令で、その不死鳥の監視のために阿良々木家にて「等身大のぬいぐるみ」という設定で居座っていた。ところが、ある日、アイスクリームを食べているところを、月火に見られてしまう。余接はとっさに動かないふりをするのだが、月火はなんとかしてその正体を暴こうとする。挙句の果てに月火はサラダ油を余接にぶっかけて、着火しようとしはじめた。止むを得ず、余接は魔法少女のふりをして場をしのごうとするのだった。

## 登場人物
老倉 育（おいくら そだち）
「そだちフィアスコ」の主人公。両親が離婚し母親が失踪し、一人暮らしをしていたのだが、箱邊夫妻に引き取られることになり、直江津高校から宍倉崎高校に転校した。阿良々木暦のことを誰よりも激しく嫌っている。目つきが悪く、コミュニケーションが苦手。
箱邊夫妻（はこべふさい）
老倉育を引き取って育てることになった老夫婦。
惣瀬 亜美子（ゆるがせ あみこ）
育が転校してきたクラスの出席番号41番の生徒。姉御肌でクラスからは浮いている。
珠洲林 リリ（すずばやし りり）
クラスのリーダー格の女子。面倒見が良く、部活を引退してからもOBとして顔を出している。
客藤 乃理香（きゃくふじ のりか）
クラスの女子。穏やかな性格をしている。
端村 勇平（はしむら ゆうへい）
クラスの男子。頼りになる奴らしい。
旗本 肖（はたもと あやかり）
不登校になっている生徒。
阿良々木 暦（あららぎ こよみ）
物語シリーズの主人公。「そだちフィアスコ」の時点では直江津高校の三年生だが、「するがボーンヘッド」「つきひアンドゥ」の時期はもう卒業している。オフシーズンである本作に直接は登場しないが、作中では度々名前が挙がっている。
神原 駿河 (かんばる するが)
直江津高校の三年生女子。かつてはバスケ部のエースだったが三つの願いと引き換えに魂を奪う怪異「レイニー・デヴィル」の事件がきっかけで引退した。BL好きで「鬼畜ギャルソンシリーズ『骨までしゃぶるぞ、鬼畜ギャルソン』」を所持していることを扇に見つかる。
忍野 扇（おしの おうぎ）
直江津高校の二年生男子。夏なのに真っ黒な長袖を着ている。駿河の部屋にあった悪魔の左手に願いをかけようとする。
臥遠 遠江（がえん とおえ）
今は亡き神原駿河の母親。「悪魔の左手」を遺した張本人。茶髪にジャージ、足にはギプスという沼地蝋花の姿で登場する。
斧乃木 余接（おののき よつぎ）
阿良々木家に居候している式神の童女。100年生きた死体から作られた付喪神の怪異で、肉体の一部を肥大化させて攻撃する「アンリミテッド・ルールブック」という必殺技を持っている。死体のため炎には弱い。等身大のぬいぐるみという設定で普段は動かないふりをしている。
阿良々木 月火（あららぎ つきひ）
阿良々木家の次女で栂の木第二中学の三年生。髪型をコロコロと変えたがり、本作では両肩にお下げをしている。ファイヤーシスターズは解散しているが、動かない余接に火を放とうとするなどピーキーな性格は変わっていない。
千石 撫子（せんごく なでこ）
月火の友達の女の子。かつてはお札の力でメドゥーサのような蛇神の怪異となったが、詐欺師・貝木泥舟の偽物の怪異「蛞蝓豆腐（なめくじとうふ）」によって元の人間に戻れた。現在は髪を切って、身長も伸びている。

## 書籍
- 西尾維新（著） / VOFAN（イラスト） 『愚物語』 講談社〈講談社BOX〉、2015年10月5日第1刷発行（10月6日発売[3]）、ISBN 978-4-06-283889-4

## Webアニメ
2024年7月よりABEMAほかにて配信されたWebアニメ『〈物語〉シリーズ オフ&モンスターシーズン』で、本作の「つきひアンドゥ」がアニメ化された。